# Ondřej Sosenka
Ondřej Sosenka es un exciclista checo nacido el 9 de diciembre de 1975 en Praga. 
Pasó a profesional en 2000. Fue un especialista en la contrarreloj y sus más de dos metros de altura hicieron de él uno de los más altos del pelotón, además se defendía bastante bien en la montaña. A pesar de su talento, siempre destacó en formaciones modestas. Entró en la historia del ciclismo mundial batiendo el récord de la hora con 49,7 kilómetros en una hora en Moscú en 2005, el récord precedente lo tenía Chris Boardman
En agosto del 2008, el ciclista dio positivo en un control por el estimulantes metanfetamina en los campeonatos nacionales checos. Provocando su retirada a los 33 años.
También hizo ciclismo en pista obteniendo el Campeonato de la República Checa Persecución en 2005.

## Palmarés

### Carretera
| 1998 - 3.º en el Campeonato de la República Checa en Ruta - Tour de Bohemia 1999 - Vuelta a Eslovaquia 2000 - Campeonato de la República Checa Contrarreloj - 1 etapa de la Carrera de la Paz - Tour de Bohemia, más 1 etapa 2001 - 1 etapa de la Szlakiem Grodów Piastowskich - Campeonato de la República Checa Contrarreloj - Carrera de la Solidaridad y de los Campeones Olímpicos, más 1 etapa - Tour de Bohemia, más 3 etapas - Tour de Polonia, más 1 etapa - Course 4 Asy Fiata Autopoland, más 1 etapa 2002 - Carrera de la Paz, más 2 etapas - Campeonato de la República Checa Contrarreloj - 1 etapa de la Carrera de la Solidaridad y de los Campeones Olímpicos - 3.º en el Campeonato de la República Checa en Ruta - 1 etapa del Tour de Bohemia - 1 etapa del Tour de Polonia - 1 etapa de la Course 4 Asy Fiata Autopoland | 2003 - 1 etapa de la Carrera de la Paz - 3.º en el Campeonato de la República Checa Contrarreloj - Vuelta a Eslovaquia, más 2 etapas 2004 - Campeonato de la República Checa en Ruta - Tour de Polonia, más 1 etapa - 2.º en el Campeonato de la República Checa Contrarreloj 2005 - Campeonato de la República Checa Contrarreloj - 1 etapa del Uniqa Classic - 1 etapa de la Vuelta a Bélgica 2006 - Campeonato de la República Checa Contrarreloj - Chrono des Nations-Les Herbiers-Vendée - Dúo Normando (haciendo pareja con Radek Blahut) |

### Pista
2005
- Campeonato de la República Checa Persecución
- Récord de la hora

## Resultados en el Giro de Italia
- 2004 : abandono

## Equipos
- Riso Scotti-MG Boys Maglificio (1998)[3]
- PSK-Unit Expert (2000)
- CCC (2001-2003)
  - CCC-MAT-Ceresit (2001)
  - CCC-Polsat (2002-2003)
- Acqua & Sapone (2004-2006)
  - Acqua & Sapone-Caffè Mokambo (2004)
  - Acqua & Sapone-Adria Mobil (2005)
  - Acqua & Sapone-Caffè Mokambo (2006)
- CK Pribram Bei (2007)[4]
- PSK Whirlpool-Author (2008)